# Boletina maculata
Boletina maculata är en tvåvingeart som beskrevs av Holmgren 1869. Boletina maculata ingår i släktet Boletina och familjen svampmyggor.
Artens utbredningsområde är Norge. Arten är reproducerande i Sverige. Inga underarter finns listade i Catalogue of Life.